# Ирюк
Ирюк — река в России, протекает по Малмыжскому району Кировской области. Устье реки находится в 2,5 км от устья реки Шошмы по левому берегу. Длина реки составляет 22 км.
Исток реки находится южнее села Старый Ирюк в 7 км к северо-западу от центра города Малмыж неподалёку от границы с Татарстаном. Русло крайне извилистое, генеральное направление течения — восток, затем — юг. В нижнем течении протекает посёлок Кулапинский и село Савали (центр Савальского сельского поселения). Приток — Дуброва (левый). Впадает в Шошму напротив города Малмыж.

## Данные водного реестра
По данным государственного водного реестра России относится к Камскому бассейновому округу, водохозяйственный участок реки — Вятка от водомерного поста посёлка городского типа Аркуль до города Вятские Поляны, речной подбассейн реки — Вятка. Речной бассейн реки — Кама.
Код объекта в государственном водном реестре — 10010300512111100040197.